# Vụ xả súng tại Trường học Suzano
Vụ xả súng tại Trường học Suzano, còn được gọi là Vụ thảm sát Suzano, là vụ nổ súng ở trường học diễn ra vào ngày 13 tháng 3 năm 2019 tại Escola Estadual Professor Raul Brasil ở thành phố Suzano, bang São Paulo của Brazil. Thủ phạm là hai cựu học sinh của trường là Guilherme Taucci Monteiro (17 tuổi) và Luiz Henrique de Castro (25 tuổi) đã giết chết năm học sinh và hai nhân viên của trường. Trước khi bị tấn công, trong một cửa hàng xe hơi gần trường, cặp đôi này cũng đã giết chú của Monteiro. Sau vụ nổ súng, Monteiro đã giết bạn tình của mình và sau đó tự sát.
Vụ tấn công là vụ nổ súng trường học lớn thứ hai ở Brazil sau vụ thảm sát Realengo năm 2011.

## Thảm sát
Vụ án xảy ra vào khoảng 9:30 sáng thứ Tư, ngày 13 tháng 3 năm 2019, tại trường Giáo sư Raul Brasil, tọa lạc tại Rua Otávio Miguel da Silva, trong khu phố Jardim Imperador, thuộc đô thị Suzano, ở Vùng đô thị São Paulo.
Một cặp trùm đầu, Guilherme Taucci Monteiro, 17 tuổi và Luiz Henrique de Castro, 25 tuổi, bước vào đơn vị trường học thực hiện nhiều phát súng trong giờ giải lao và tiếp cận hàng chục người. Trước khi gây án, cùng ngày, một trong những kẻ giết người đã đăng một loạt hình ảnh, trên mạng xã hội, trong đó anh ta xuất hiện trong mặt nạ đầu lâu, mang súng và làm biểu tượng vũ khí với tay trên đầu.
Theo Tổng điều tra trường học năm 2017, tổ chức này có 358 học sinh từ giai đoạn thứ hai của cơ bản (lớp 6 đến lớp 9) và 693 học sinh từ trường trung học. Tổ chức này bị cảnh sát cô lập, người đã tìm thấy một khẩu súng lục ổ quay 38 cỡ nòng, bốn máy bay phản lực, thiết bị sạc nhanh bằng nhựa, một con thú, một cây cung và mũi tên truyền thống, những chai có vẻ là cocktail Molotov, một chiếc rìu và một dẫn đến việc kích hoạt đội bom.
Khoảnh khắc trước khi những kẻ tấn công vào trường, vào khoảng 9 giờ, một thương gia, ông Jorge Antonio Moraes, đã bị bắn trong một cửa hàng xe gần đó và được đưa đến bệnh viện, nhưng anh ta không thể chống lại vết thương của mình,. Cuộc điều tra điều tra nếu có mối quan hệ giữa hai tội ác và được biết rằng nạn nhân là chú của một trong những người thiện xạ. Theo báo cáo, những kẻ giết người đã tìm kiếm sự giúp đỡ để lên kế hoạch tấn công Dogolachan, một tấm hình ảnh nổi tiếng với lời xin lỗi về khủng bố và bạo lực.

## Nạn nhân

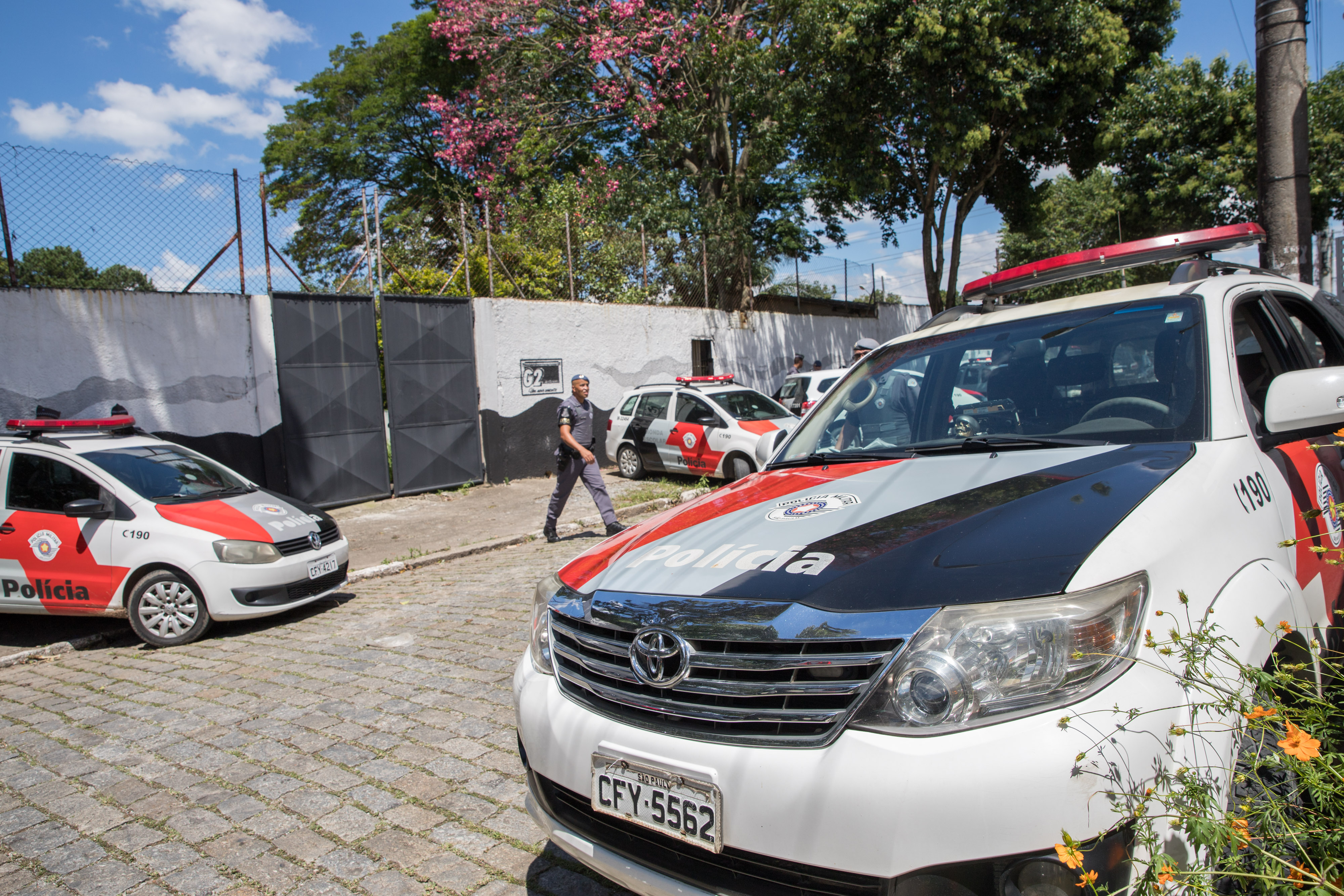
Xe PMESP ở phía trước của trang web tấn công.

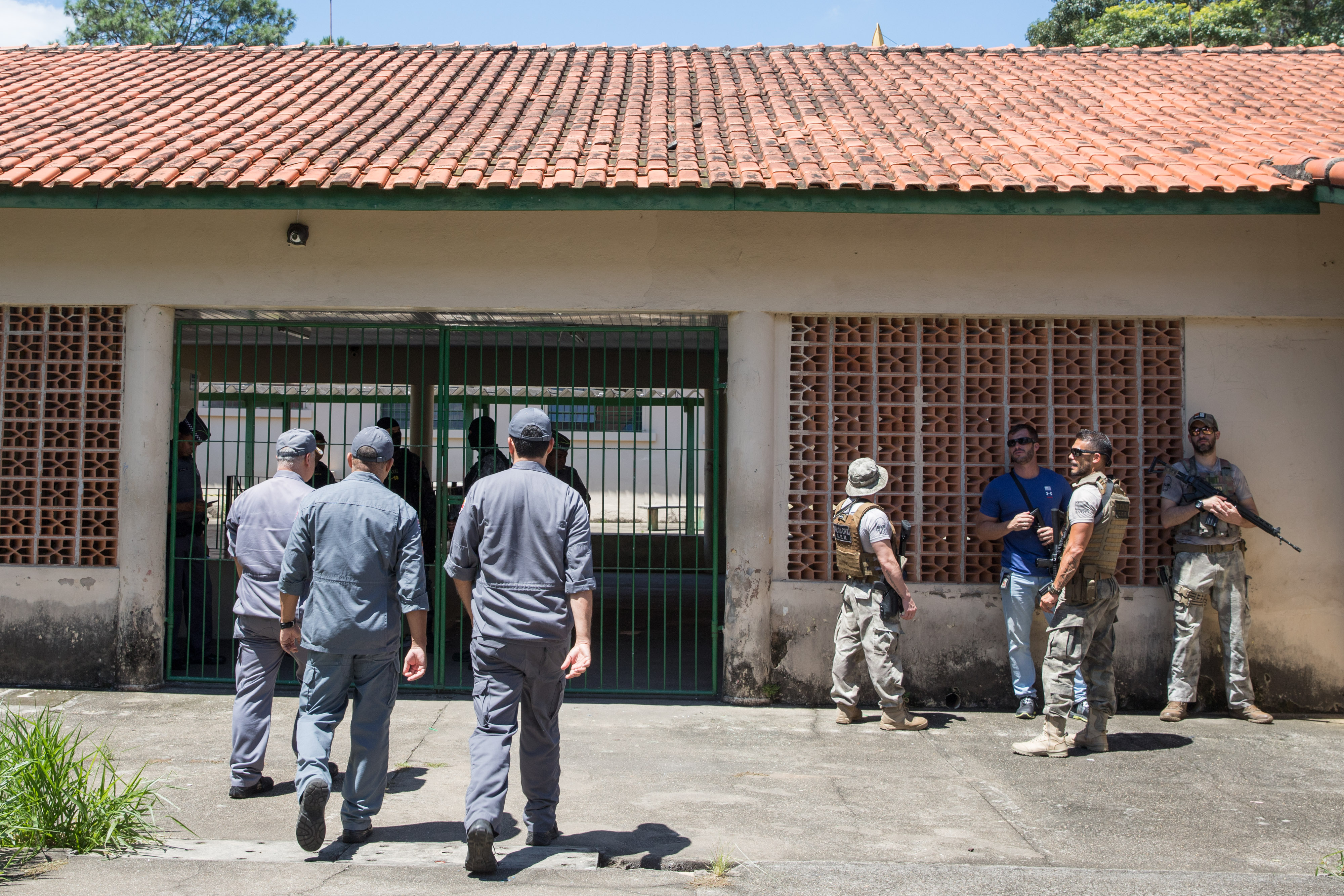
Cảnh sát ở lối vào trường.

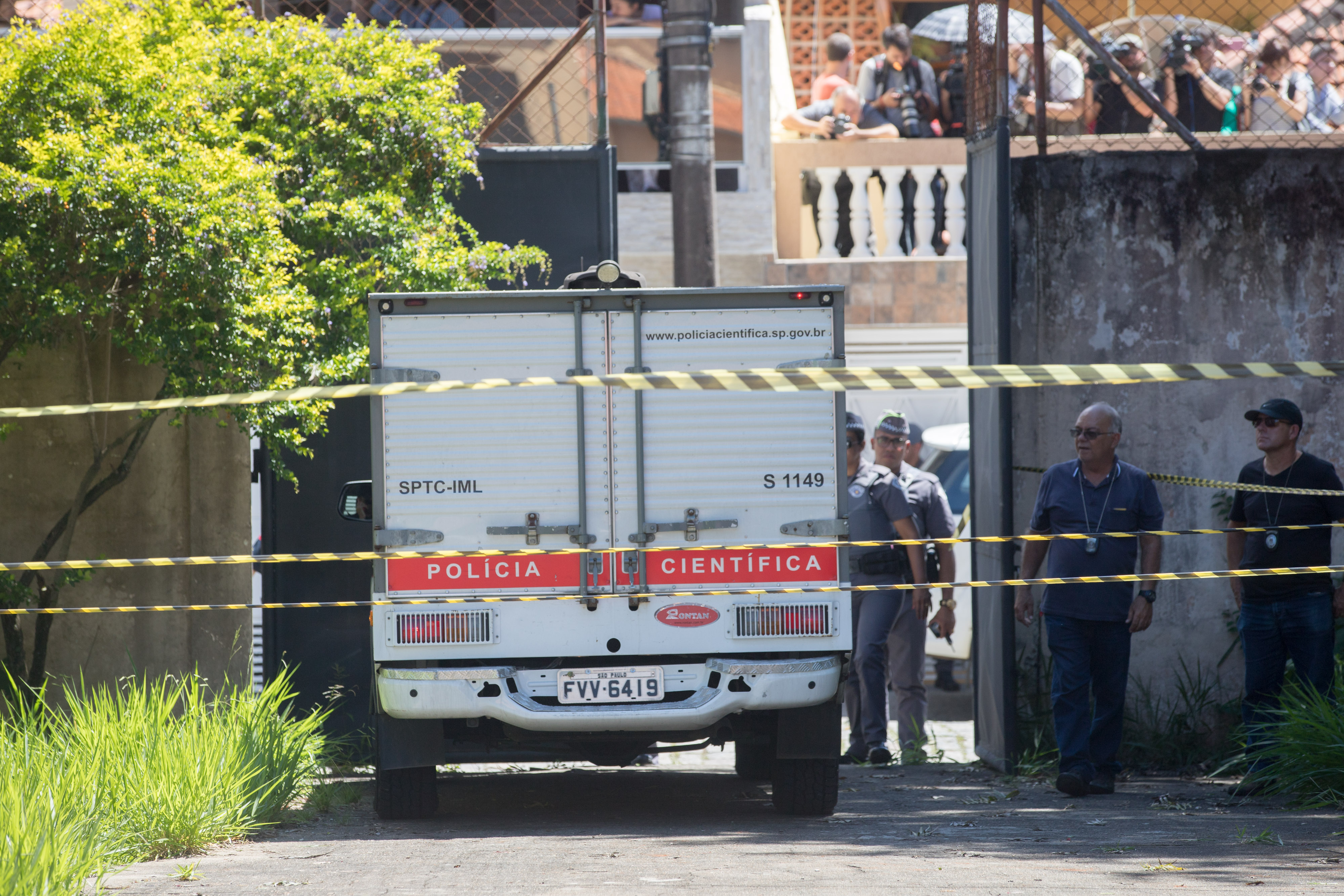
Xe của Cảnh sát khoa học khi vào trường bị tấn công.

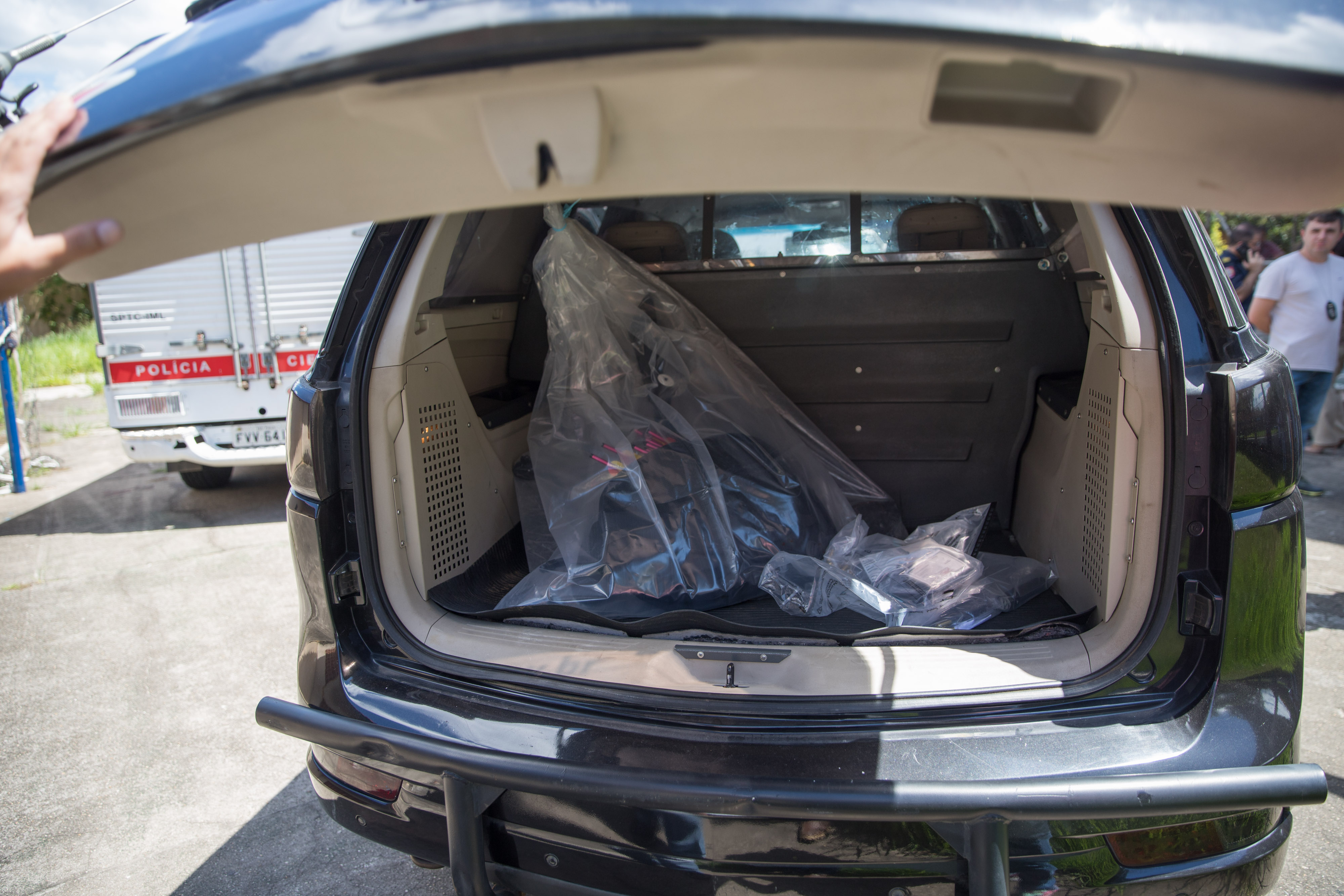
Vũ khí được sử dụng bởi những kẻ giết người trong cuộc tấn công.

Hai nạn nhân tử vong là cán bộ nhà trường. Nạn nhân đầu tiên nhận được các mũi tiêm là Giáo sư Marilena Ferreira Vieira Umezo, điều phối viên sư phạm. Một quan chức đã chết khác, Eliana Regina de Oliveira Xavier, là một thanh tra viên (đại lý tổ chức trường học). Ngay sau khi tiếp cận các công nhân, một trong những kẻ nổ súng đã đến sân để làm thêm nạn nhân, trong khi người kia sau đó vào trường và với một cái rìu bắt đầu giáng những đòn mạnh vào những nạn nhân đã ngã xuống. Các học sinh, tuyệt vọng, chạy đến trường, trong khi người bắn thứ hai bước vào đã cố gắng đánh bằng những cú đánh của hatchet vào tất cả những người chạy qua anh ta. Năm học sinh trung học đã thiệt mạng, bốn người trong số họ chết ở trường và một người trong bệnh viện.
Vụ tấn công cũng khiến 11 học sinh bị thương, được đưa đến bệnh viện gần đó. Hai trong số những nạn nhân này, người có tình trạng lâm sàng nghiêm trọng hơn, đã được chuyển đến Bệnh viện das Clínicas, ở São Paulo. Theo cảnh sát, Guilherme Taucci, tay súng trẻ nhất, đã giết chết đồng chí Luiz Henrique de Castro và ngay sau đó đã tự sát. Cả hai đều là cựu sinh viên của trường.

### Tử thần
| Tên                                 | Tuổi   | Ghi chú                                                                |
| ----------------------------------- | ------ | ---------------------------------------------------------------------- |
| Jorge Antônio Moraes                | 51 năm | Bác của Guilherme, bị giết bởi điều này trước cuộc tấn công vào trường |
| Marilena Ferreira Vieira Umezo      | 59 năm | Điều phối viên giáo dục                                                |
| Eliana Regina de Oliveira Xavier    | 38 năm | Thanh tra                                                              |
| Caio Oliveira                       | 15 năm | Sinh viên                                                              |
| Claiton Antônio Ribeiro             | 17 năm | Sinh viên                                                              |
| Douglas Murilo Celestino            | 16 năm | Sinh viên                                                              |
| Kaio Lucas da Costa Limeira         | 15 năm | Sinh viên                                                              |
| Samuel Melquíades Silva de Oliveira | 16 năm | Sinh viên                                                              |
| Luiz Henrique de Castro             | 25 năm | Agressor, bị giết bởi comparsa Guilherme                               |
| Guilherme Taucci Monteiro           | 17 năm | Kẻ xâm phạm đã tự sát                                                  |

## Phản ứng

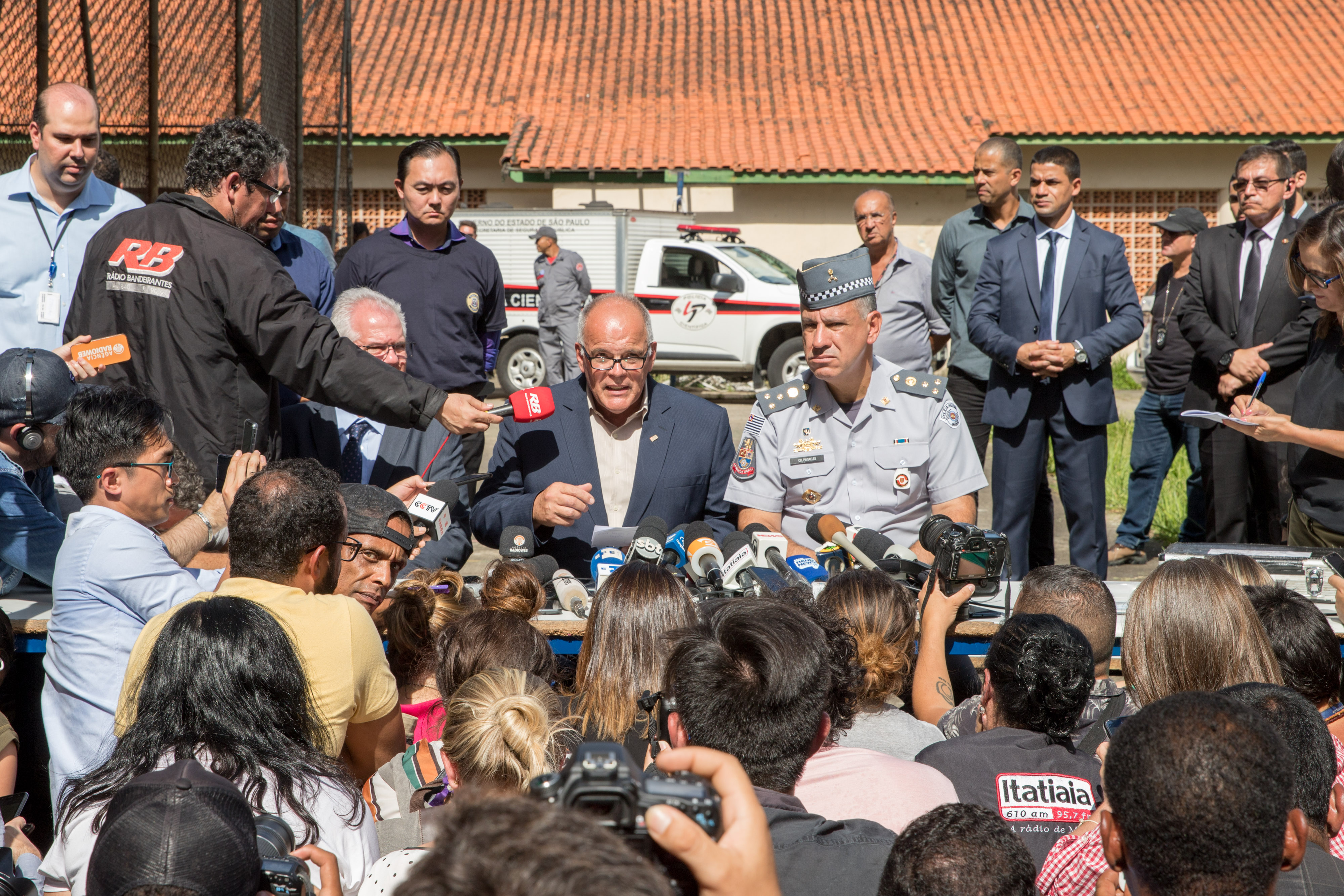
Thư ký Công an tham gia một cuộc họp báo tại Trường Raul Brasil.

Một số nhà chức trách, chính trị gia, nghị sĩ, nghệ sĩ và các nhân cách khác than thở về những cái chết xảy ra khi đối mặt với vụ thảm sát ở vùng đô thị São Paulo.

### Chính quyền nhà nước
Thống đốc João Doria đã hủy bỏ chương trình nghị sự trong ngày và đến trường bằng trực thăng, cùng với Ngoại trưởng Rossieli Soares, Bộ trưởng An ninh, Tướng João Camilo Pires de Campos, và Chỉ huy trưởng Đại tá Salles. Doria và các thư ký than thở sâu sắc về vụ việc và sắc lệnh than khóc trong ba ngày ở bang này.

### Chính phủ liên bang
Sau sáu giờ của thảm kịch, Tổng thống Jair Bolsonaro đã tuyên bố trên Twitter, gửi lời chia buồn tới gia đình các nạn nhân. Bộ trưởng Bộ Giáo dục, ông Ricardo Vélez Rodríguez, bày tỏ sự đoàn kết: "Cảm xúc của tôi với các gia đình, tôi bày tỏ sự từ chối về biểu hiện bạo lực này, tôi sẽ theo dõi sát sao sự thật." Tham mưu trưởng, Onyx Lorenzoni, đã gửi lời chia buồn tới gia đình các nạn nhân thông qua tài khoản Twitter của mình. Bộ trưởng Phụ nữ, Gia đình và Nhân quyền, Damares Alves, than thở về những gì đã xảy ra và khiến Bộ sẵn sàng cung cấp các hỗ trợ cần thiết.

### Quyền lập pháp
Rodrigo Maia, Chủ tịch Phòng Đại biểu, bày tỏ tình đoàn kết với gia đình các nạn nhân và nói rằng "đã đến lúc Brazil phải tham gia lực lượng và cạnh tranh để hiểu những gì đã xảy ra và ngăn chặn sự lặp lại của những vụ thảm sát như thế này". Sau khi thảm kịch được báo cáo, các nghị sĩ một lần nữa nêu ra vấn đề gây tranh cãi về giải giáp, cũng như mở rộng sự dễ dàng tiếp cận với súng đạn ở Brazil. Các nhân vật chính trị đã sử dụng các mạng xã hội để chỉ trích việc tiếp cận súng. Chủ tịch Thượng viện Davi Alcolumbre cũng bày tỏ tình đoàn kết với gia đình các nạn nhân thông qua tài khoản Twitter của mình và nói rằng ông hy vọng "những nguyên nhân thực sự của thảm kịch này sẽ được phát hiện".

### Ngành tư pháp
Tòa án Liên bang Tối cao, thông qua chủ tịch của mình, Bộ trưởng Dias Toffoli, đã đưa ra một lưu ý về sự hối tiếc đã được đọc cùng lúc tại phiên khai mạc phiên họp toàn thể được tổ chức vào chiều ngày 13 tháng 3, nơi ông bày tỏ tình đoàn kết với gia đình và bạn bè của các nạn nhân, cũng như cho toàn xã hội, mà theo lời của mục sư "là nạn nhân của loại bi kịch này" và rằng "chúng ta không thể chấp nhận sự thù hận đó xâm nhập vào xã hội của chúng ta".

### Thông cáo báo chí
Thảm kịch đã trở nên nổi tiếng trên báo chí quốc gia và cũng thu hút sự chú ý của báo chí quốc tế, được đăng trên các tờ báo như BBC News, Le Figaro, Focus, El País, The Guardian, trong số những người khác. Một phần của báo chí cũng lặp lại việc Tổng thống Jair Bolsonaro đã không đưa ra tuyên bố công khai về thảm kịch này ngay khi thông tin được xác nhận, làm như vậy chỉ 6 giờ sau sự kiện, thông qua Twitter. Việc đăng tải thông qua hồ sơ của mình trên mạng xã hội được đưa ra sau những tuyên bố từ các bộ trưởng nhà nước và phó chủ tịch Hamilton Mourão.